# Bøjden Nor
| Bøjden NorBeliggenheden af Bøjden Nor |

Bøjden Nor er en kystlagune i Faaborg-Midtfyn Kommune i det sydvestlige Fyn. Den er cirka 800 m lang og 500 m bred. Bøjden Nor ligger ud til Lillebælt og gennemskæres af en dæmning til Bøjden Færgehavn. Noret har forbindelse til havet gennem en smal rende. Det lavvandede område besøges af et stort antal trækkende og overvintrende fugle.

## Beskyttet område
Noret er del af et naturreservat, der ejes af Karen Krieger Fonden og administreres af Fugleværnsfonden. Der er blandt andet genskabt næringsfattige overdrev vest for noret og anlagt to fugleøer, for at skabe rævesikre ynglepladser for fugle. Der findes to fugleskjul, hvorfra der er udsigt til noret.

### Natura 2000-område
Bøjden Nor er udpeget som såkaldt habitatområde i Natura 2000-planen, fordi det indeholder naturtyper, især af typen kystlaguner og strandsøer, der kræver særlig opmærksomhed i forhold til at kunne bevare en mangfoldig dansk natur.

## Fugleliv
Noret gæstes af et stort antal trækkende og overvintrende fugle, blandt andet bjergænder og hjejler. I alt er mere end 200 fuglearter registreret i området. Desuden er 60 arter registreret som ynglende mere eller mindre regelmæssigt i perioden 1970-2003.